# Documenta 5

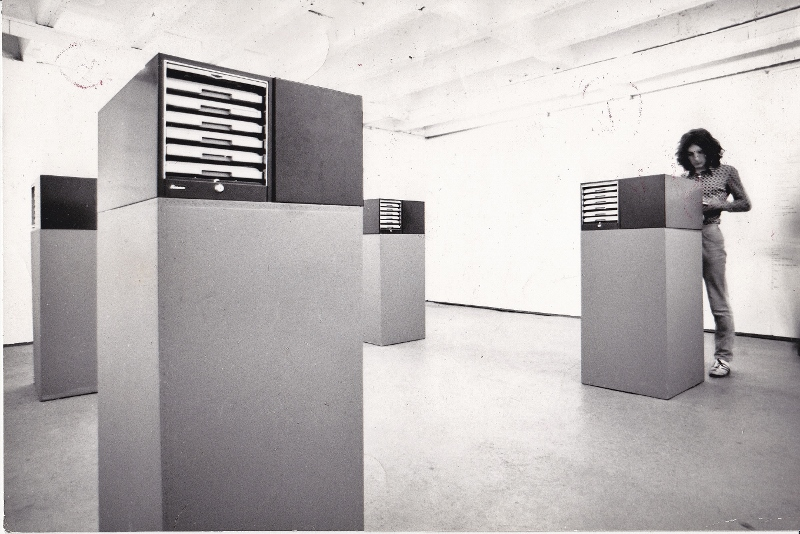
Art & Language, Index 01, documenta 5 1972

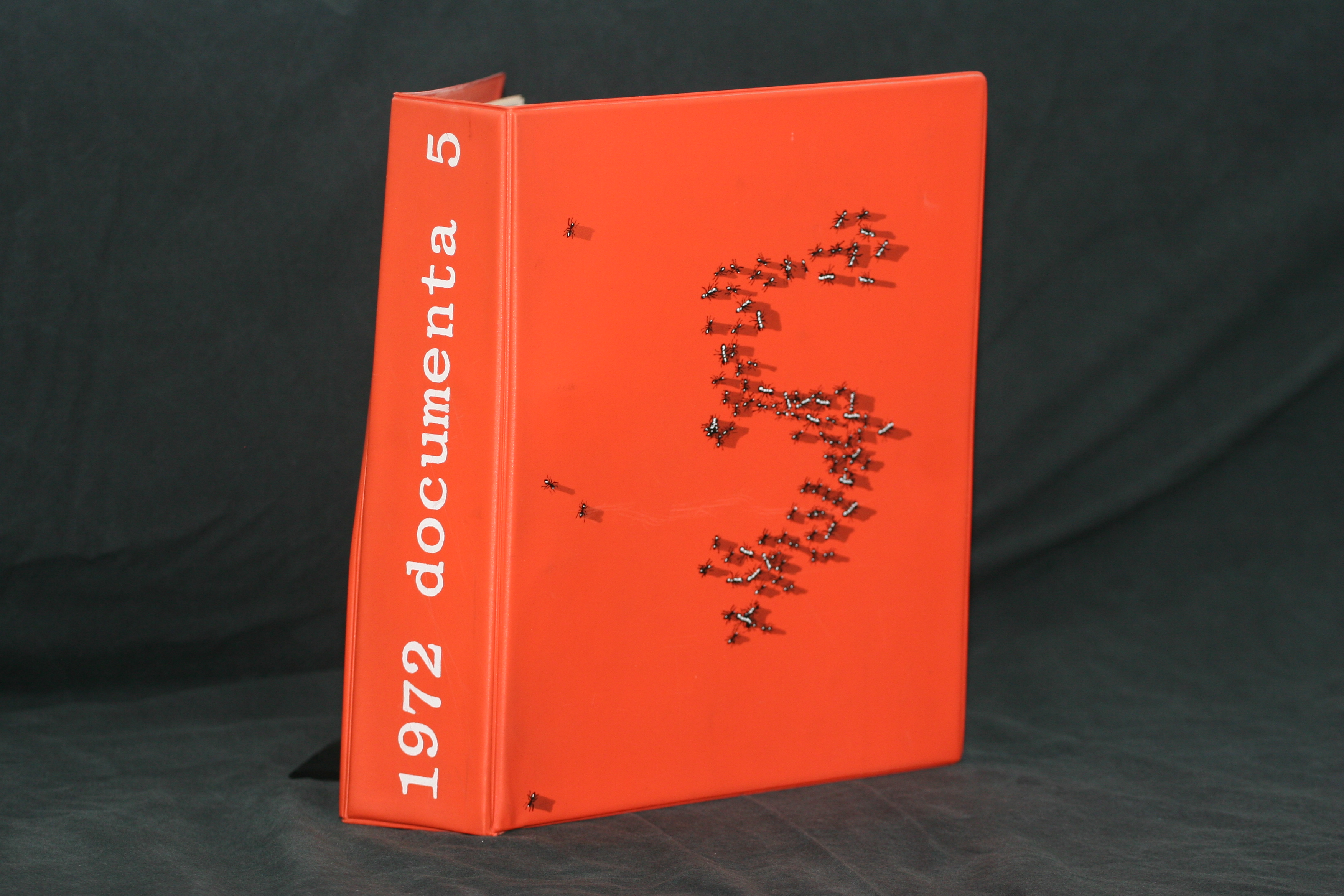
documenta 5 catalogo 1972

La documenta 5. Befragung der Realität – Bildwelten heute è considerata una delle edizioni più significative della storia di documenta. Ebbe luogo tra il 30 giugno e 8 ottobre 1972 a Kassel sotto la direzione di Harald Szeemann. La documenta 5 fu la prima a non essere sotto la direzione di Arnold Bode.

## Artisti partecipanti
- A Vito Acconci, Richard Aeschlimann, Vincenzo Agnetti, Peter Alexander, John De Andrea, Giovanni Anselmo, Anatol Herzfeld (Arbeitszeit), Archigram, Siah Armajani, Chuck Arnoldi (Charles Arnoldi), Art & Language, Richard Artschwager, Michael Asher
- B John Baldessari, Robert Barry, Georg Baselitz, Lothar Baumgarten, Monika Baumgartl, Bernd e Hilla Becher, Robert Bechtle, Gottfried Bechtold, Joseph Beuys, Karl Oskar Blase, Mel Bochner, Alighiero Boetti, Marinus Boezem, Christian Boltanski, Stan Brakhage, Claudio Bravo, George Brecht, KP Brehmer, Marcel Broodthaers, Stanley Brouwn, Günter Brus, Daniel Buren, Victor Burgin, Michael Buthe, James Lee Byars
- C Pier Paolo Calzolari, Luciano Castelli, Abraham David Christian, Christo & Jeanne-Claude, Chuck Close, Tony Conrad, Ron Cooper, Bill Copley (William Copley), Joseph Cornell, Robert Cottingham, Paul Cotton
- D Hanne Darboven, David Deutsch, Jan Dibbets, Herbert Distel, Gino De Dominicis, Walter De Maria, Hermann Degkwitz, David Deutsch, Jan Dibbets, Herbert Distel, Ottomar Domnick, Dore O., Marcel Duchamp, John Dugger, Steven Dwoskin
- E Don Eddy, Franz Eggenschwiler, Ger van Elk, Richard Estes
- F Luciano Fabro, John C. Fernle, Robert Filliou, Jud Fine, Joel Fisher, Barry Flanagan, Terry Fox, Hollis Frampton, Howard Fried, Hamish Fulton
- G Barry Gerson, Franz Gertsch, Vittorio Gigliotti, Gilbert & George, Ralph Goings, Hubert Gojowczyk, Larry Gottheim, Dan Graham, Nancy Graves
- H Hans Haacke, Duane Hanson, Guy Harloff, Michael Harvey, Haus-Rucker-Co, Birgit Hein & Wilhelm Hein, Auguste Herbin, Michael Hervey, Eva Hesse, Ernst Hiestand & Ursula Hiestand, Rebecca Horn, Jean Olivier Hucleux, Douglas Huebler
- I Jörg Immendorff, Will Insley, Rolf Iseli
- J Ken Jacobs, Neil Jenney, Alfred Jensen, Jasper Johns, Joan Jonas
- K Howard Kanovitz, Edward Kienholz & Nancy Kienholz, Imi Knoebel, Christian Kohlhöfer, Jannis Kounellis, Tom Kovachevich, Piotr Kowalski
- L David Lamelas, Owen Land, Jean Le Gac, Barry Le Va, Alfred Leslie, Sol LeWitt, Richard Long, Ingeborg Lüscher
- M Inge Mahn, Robert Mangold, Brice Marden, Agnes Martin, Donatella Mazzoleni, Étienne Martin, Richard McLean, David Medalla, Dieter Meier, Fernando Melani, Jim Melchert, Mario Merz, Gustav Metzger, Russ Meyer, Bernd Minnich, Malcolm Morley, Ed Moses
- N Bruce Nauman, Werner Nekes, Hermann Nitsch, Andrew Noren
- O Claes Oldenburg, Yōko Ono, Dennis Oppenheim
- P Robin Page, Blinky Palermo, Panamarenko, Giulio Paolini, A. R. Penck, Giuseppe Penone, Joachim Pfeufer, Elisabeth Pfund & Roger Pfund, Vettor Pisani, Sigmar Polke, Paolo Portoghesi, Stephen Posen, Rosa von Praunheim
- R Markus Raetz, Arnulf Rainer, Gerhard Richter, David Rimmer, Klaus Rinke, Dorothea Rockburne, Peter Roehr, Aldo Loris Rossi, Ulrich Rückriem, Allen Ruppersberg, Edward Ruscha, Reiner Ruthenbeck, Robert Ryman
- S John Salt, Salvo (Salvatore Mangione), Lucas Samaras, Günther Sarée, Paul Sarkisian, Jean-Frédéric Schnyder, Ben Schonzeit, Werner Schroeter, HA Schult, Rudolf Schwarzkogler, Fritz Schwegler, Richard Serra, Paul Sharits, Allan Shields, Katharina Sieverding, Robert Smithson, Michael Snow, Holly Solomon, Irm Sommer & Ed Sommer, Keith Sonnier, Bert Spielvogel, Klaus Staeck, Paul Staiger, Jorge Stever, Robert Strübin
- T Paul Thek, Wayne Thiebaud, André Thomkins, David Tremlett, Richard Tuttle
- U Bernd Upnmoor
- V Ben Vautier
- W Franz Erhard Walther, Robert Watts, William Wegman, Bertram Weigel, Lawrence Weiner, Roger Welch, John Wesley, Horace Clifford Westermann, Joyce Wieland, William T. Wiley, Charles Wilp, Rolf Winnewisser, Adolf Wölfli, Tom Wudl, Klaus Wyborny
- Y La Monte Young, Peter Young
- Z Marian Zazeela, Gilberto Zorio